# 矢田部理
矢田部 理（やたべ おさむ、1932年2月15日 - 2021年12月5日）は、日本の政治家・弁護士・平和運動家・作家。参議院議員（4期）、初代新社会党委員長。矢田部理法律事務所代表。茨城県大子町出身。

## 履歴

### 社会党時代まで
茨城県大子町出身。茨城県立太田第一高等学校から中央大学法学部に進学。在学中から左翼思想に傾倒し、活動にいそしむ。苦学の末、司法試験に合格する。司法修習所での研修を経て、弁護士開業。
1974年、第10回参議院議員通常選挙の茨城県選挙区に日本社会党から立候補し、当選。以後、改選数2で、「自民党と社会党の指定席」と言われた同選挙区で4回の当選を果たす。その間、党内では茨城県本部委員長となり、左派系の論客として知られ、参議院では予算委員会等での自民党政権追及に活躍、「参院の爆弾男」と呼ばれた。
1994年、社会党が与党として参加した細川内閣が政治改革関連諸法案を上程し、社会党も公職選挙法改正賛成を決定したのに際し、矢田部はそれまで社会党が抵抗してきた小選挙区制の導入が含まれると反対して参議院本会議採決で反対票を投じ、処分された。続いて、社会党が自民党・新党さきがけとの連立を組んで村山富市委員長が首相になったのを受けて、従来の基本方針を転換して日米安保条約を容認し自衛隊を合憲と規定し、次いで1996年1月から社会民主党への党名改称を決めると、党名改称直前の1996年1月1日に小森龍邦らと共に離党を宣言し（党は離党届を受理せず除名処分を下した）、新社会党を結党して初代委員長となった。

### 新社会党結成後
結党時、新社会党は衆議院議員2人と参議院議員3人で構成され、政治資金規正法の政党要件を満たしていた。しかし、労農派の影響を受けた「労働者階級の党」という自己規定は国民からの幅広い支持を受けにくい状況を創出し、党勢は低迷した。社会党時代の有力な支持基盤だった総評系労働組合の大半が支援を打ち切り、民主党や社民党支持に回った事も響いた。
矢田部自身も1998年の第18回参議院議員通常選挙では同党の比例区から立候補して落選し、新社会党は国会での議席を全て失った。続く2001年の第19回参議院議員通常選挙でも比例区で立候補し、落選した。2002年、矢田部は小森に委員長職を譲った。
1990年代以降、日本の左派政党が低迷する中、左派・護憲派・市民派を中心的な支持層とする新社会党が、小選挙区制を基本とする現在の国会で議席を回復するのはかなり困難な状況である。矢田部自身、4期24年の議員経験を持ち、党委員長として知名度もあった2度の参議院選挙でも敗れ、それ以降国政での議席復活はなされていない。

### 政治家以外の活動
弁護士としては、水戸弁護士会長・茨城県弁護士会会長・日本弁護士連合会理事・社会文化法律センター理事などの要職を歴任した。また、矢田部理法律事務所代表を勤めている。
また、政治活動との関係が深い著作として、『巨悪を撃つ』、『リクルート疑獄の構造』、『暮らしと法律』などの著書もある。

### 死去
2021年12月5日13時25分、老衰のため、水戸市内の病院で死去した。89歳没。

## 選挙歴
| 当落                        | 選挙                     | 施行日        | 選挙区       | 政党       | 得票数  | 得票率 | 得票順位 /候補者数 | 比例区 | 比例順位 /候補者数 |
| --------------------------- | ------------------------ | ------------- | ------------ | ---------- | ------- | ------ | ------------------ | ------ | ------------------ |
| 当                          | 第10回参議院議員通常選挙 | 1974年7月7日  | 茨城県地方区 | 日本社会党 | 339,009 | 30.8   | 1/5                | -      | -                  |
| 当                          | 第12回参議院議員通常選挙 | 1980年6月22日 | 茨城県地方区 | 日本社会党 | 353,113 | 28.7   | 2/4                | -      | -                  |
| 当                          | 第14回参議院議員通常選挙 | 1986年7月6日  | 茨城県選挙区 | 日本社会党 | 400,512 | 30.6   | 2/4                | -      | -                  |
| 当                          | 第16回参議院議員通常選挙 | 1992年7月26日 | 茨城県選挙区 | 日本社会党 | 279,768 | 38.4   | 2/3                | -      | -                  |
| 落                          | 第18回参議院議員通常選挙 | 1998年7月12日 | 比例区       | 新社会党   |         |        |                    | 第1位  | -                  |
| 落                          | 第19回参議院議員通常選挙 | 2001年7月29日 | 比例区       | 新社会党   | 43,667  |        |                    |        | 2/3                |
| 当選回数4回 （参議院議員4） |                          |               |              |            |         |        |                    |        |                    |